# Poncho

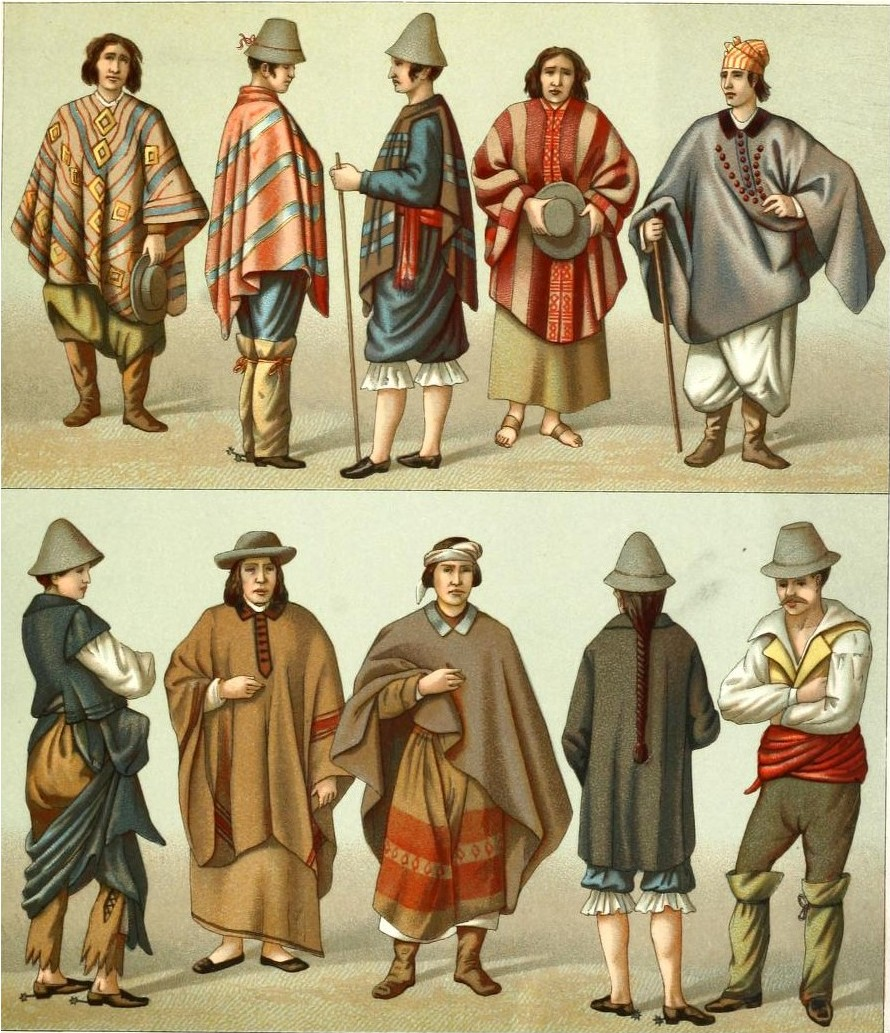
Araucanos și gaucho în Chile, anii 1880.

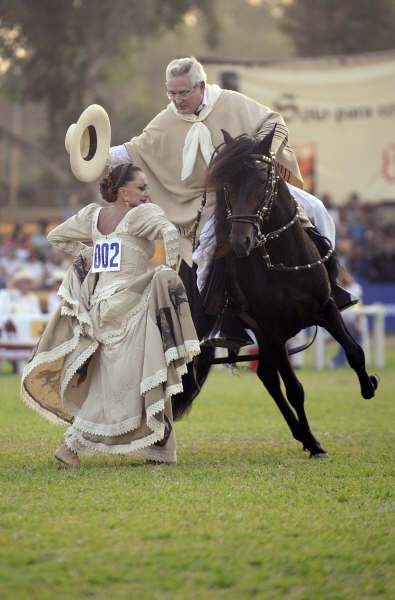
O dansatoare peruviană de marinera alături un călăreț pe un cal de rasa Paso peruvian. Ambii poartă poncho-uri.

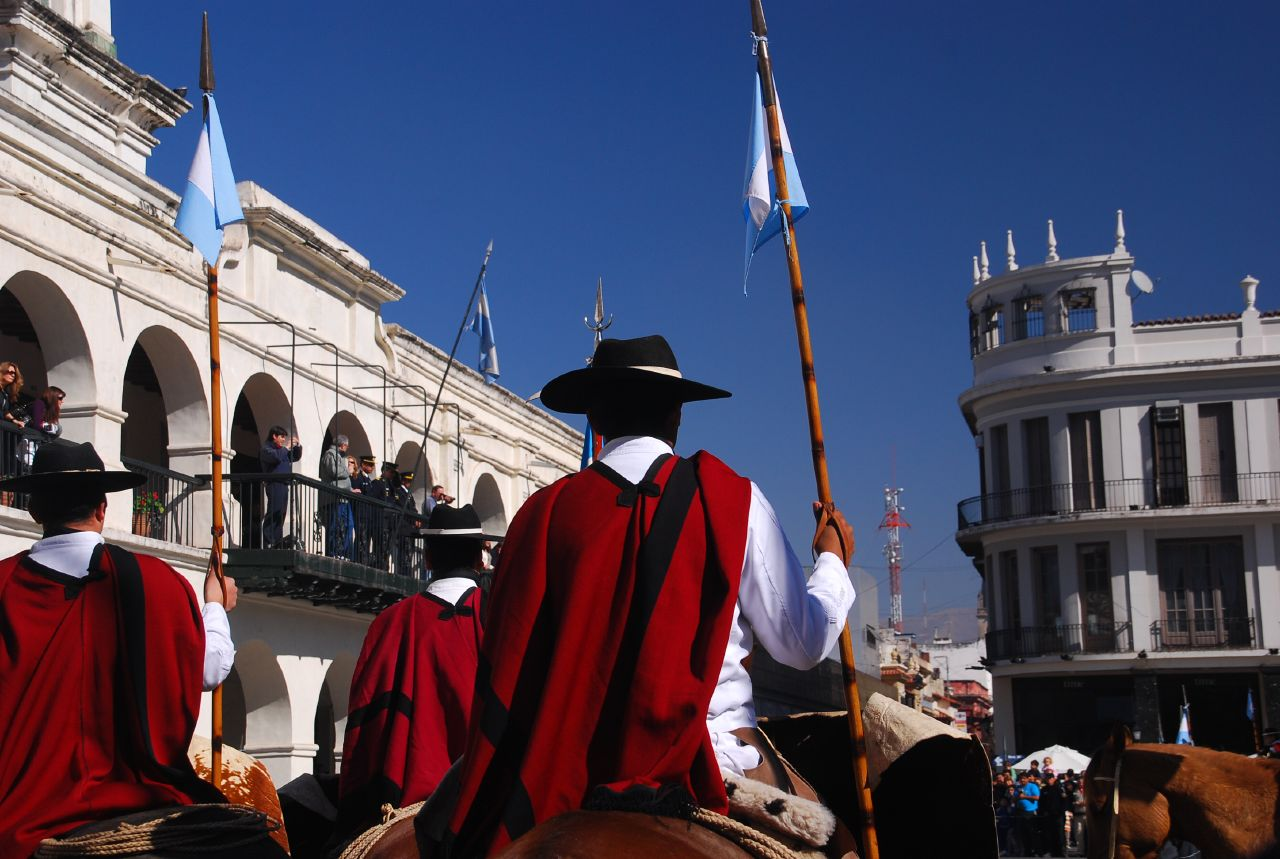
Poncho-uri din Argentina

Un poncho (pronunție în spaniolă [ˈpontʃo]; punchu în limba Quechua; în limba Mapudungun pontro, pătură, țesătură de lână) este un articol de îmbrăcăminte specific celor două Americi, care se poartă deasupra tuturor celorlalte haine pentru a proteja corpul omenesc de frig și de intemperii.
Deși prezent în special la locuitorii marilor înălțimi ale Americii de Sud, mai exact în toate zonele Munților Anzi, începând cu Columbia și Venezuela, continuând cu Ecuador, Peru, Bolivia, Chile și Argentina, varietăți indigene ale acestui obiect de vestimenție pot fi găsite, în diferite forme și sub alte nume, și în alte zone de mare altitudine ale Americii de Nord și de Sud. 
„Descoperite” relativ târziu de moda vestică, pe la începutul anilor 1830, 1840, poncho-ul și variantele sale locale tradiționale, așa cum sunt aguayo, ruana și sarape, au devenit periodic obiecte vestimentare care i-au fascinat și inspirat, continuând a-i fascina și inspira pe creatorii de modă de pretutindeni.

## Tipuri de poncho-uri
În forma sa cea mai simplă, poncho-ul este de fapt o piesă de îmbrăcăminte realizată dintr-o singură bucată dreptunghiulară sau pătrată de țesătură de lână, având o deschidere în mijloc pentru cap, iar lateral deschiderri pentru mâini. În plus, aceste articole vestimentare au adesea atașate alte piese suplimentare în chip de glugă. Poncho-urile concepute de a feri de intemperii au suplimentar diverse șnururi care pot fi ajustabile conform dimensiunilor corpului celor care le poartă.

### Poncho-uri tradiționale

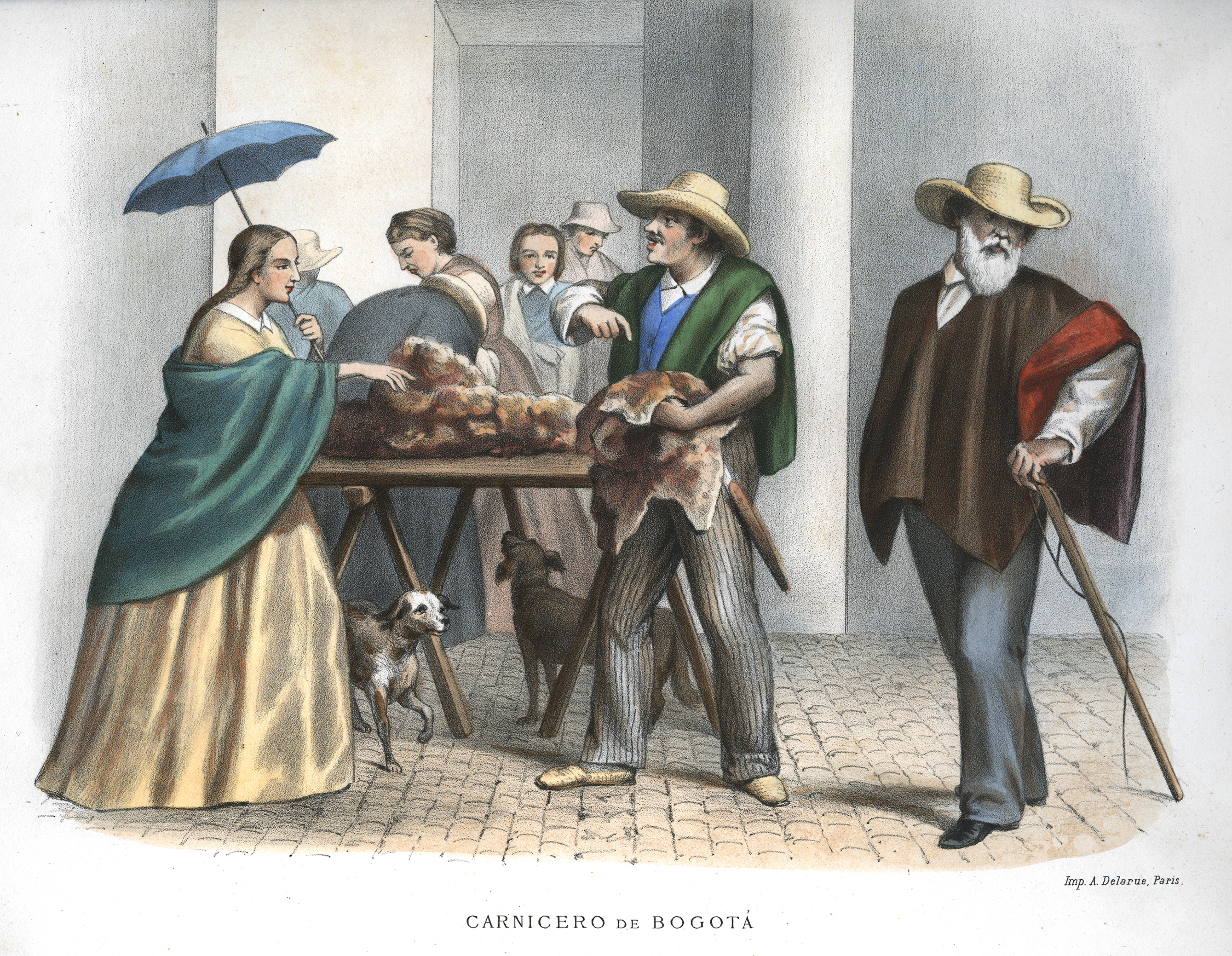
Scenă dintr-un târg din Bogotá, circa 1860

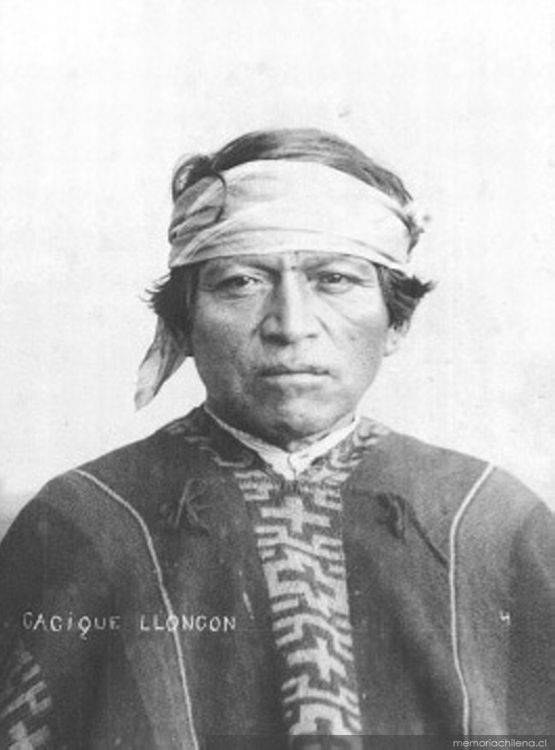
Mapuche cacique Lloncon purtând un poncho în 1890.

Poncho-ul era una din articolele vestimentare tipice culturii en  Paracas, o cultură Pre-Incașă care a înflorit în jur de 500 Î.e.n. Asociat cu cele două Americi, varietățile locale diferă în formă, grosime, culori, textură, grosime și nume. 
- Poncho, denumire folosită în majoritatea țărilor de limbă spaniolă, dar și în majoritatea lumii;
- Pala ori Poncho, în Brazilia, dar mai ales în sudul acesteia;
- Chamanto, doar în partea centrală a Chile, dar poncho în nordul și sudul țării;
- Jorongo, de obicei mai mare decât poncho-urile obișnuite, dar folosite pentru ocazii speciale și pentru călrit;
- Gabán, denumire tipică pentru statul Michoacán, din Mexic;
- Ruana, în regiunile reci din Columbia și Venezuela și
- Poncho chilote, un poncho foarte greu, realizat din lână, caracteristic arhipelagului Chiloé.

### Poncho-uri militare
Poncho-ul, ca articol vestimentar de protecție, a fost utilizat în anii 1850 de către forțele militare neregulate ale Statelor Unite care operau în zona Marilor Câmpii (en  Great Plains, cunoscute și ca Western Plains). Acele poncho-uri militare fuseseră realizate dintr-un material textil gros și cauciucat, rezistent la intemperii, numit gutapercă, material asemănător cu cel din care frații Montgolfier, realizaseră învelișul exterior al unora dintre baloanele lor cu aer cald târzii.
Alte tipuri de poncho, al căror înveliș de protecție fusese realizat din alte plante care produc latex, au fost adoptate oficial în timpul Războiului civil american, fiind folosite și ca mantale de protecție și pentru dormit. Deși inițial fuseseră gândite doar pentru cavalerie, aceste mantale de tip poncho au fost folosite masiv și de către infanterie. Trupele generalului Sherman, în timpul campaniei sale de penetrare al teritoriului statelor confederate, traversând statul Georgia din Atlanta la Savannah, în așa numitul „Marș către mare”, au purtat poncho-uri de lungul întregului drum, datorită vremii foarte umede și a deselor precipitații.

## Alte articole de îmbrăcăminte similare
- Sarape, articol de îmbrăcăminte tradițional statului mexican Coahuila
- Aguayo, piesă de îmbrăcăminte tipică zonei munților Anzi
- Ruana, un poncho din regiunile reci din Columbia și Venezuela
- Cape
- Rebozo, eșarfă foarte lungă, care se Înfășoară în jurul umărului și care poate fi utilizată pentru a cra un copil

## Alte referiri
- Actorul Clint Eastwood, interpretând un anumit personaj de filme western, purta un poncho, care l-a făcut faimos ca personaj „clasic” al westernelor spaghetti realizate de regizorul italian Sergio Leone. Personajul interpretat de Eastwood este unul nenumit, mai exact, este en  Omul fără nume. Filmele în care Clint Eastwood are acel aer distinct, deosebit de alte personaje cowboy justițiare sau notorii sunt Pentru un pumn de dolari, Pentru câțiva dolari în plus și Cel bun, cel rău și cel urât.